# Aphaniosoma incudisternum
Aphaniosoma incudisternum är en tvåvingeart som beskrevs av Ebejer 2008. Aphaniosoma incudisternum ingår i släktet Aphaniosoma och familjen gulflugor. Inga underarter finns listade i Catalogue of Life.